# Zelgoszcz (Stryków)
Pour les articles homonymes, voir Zelgoszcz.
Zelgoszcz est une localité polonaise de la gmina de Stryków, située dans le powiat de Zgierz en voïvodie de Łódź.